# Karl Wiehe
Karl Friedrich Maximilian Wiehe (* 6. Juni 1882 in Braunschweig; † 6. August 1947 in Bückeburg) war ein deutscher Jurist, Verwaltungsbeamter und Politiker (DNVP).

## Leben
Karl Wiehe wurde als Sohn des Architekten und Baurats Ernst Wiehe (1842–1894) und der Luise Vetterlein geboren. Nach dem Besuch einer Höheren Schule in Braunschweig nahm er ein Studium der Rechtswissenschaft auf, das er 1903 mit dem Ersten Juristischen Staatsexamen abschloss. Mit einer Unterbrechung von 1904 bis 1905, während derer er Militärdienst als Einjährig-Freiwilliger leistete, absolvierte er das Referendariat. 1909 legte er das Zweite Juristische Staatsexamen ab. Danach trat er als Regierungsassessor in den braunschweigischen Staatsdienst ein. Er arbeitete zunächst bei der Kreisdirektion in Wolfenbüttel und war später als juristischer Berater bei der Stadtverwaltung in Helmstedt tätig. Am 16. September 1912 wurde er als Nachfolger von Wilhelm Külz zum Bürgermeister der Stadt Bückeburg gewählt. Von 1914 bis zu seiner Entlassung aus dem Heeresdienst 1918 nahm er als Soldat am Ersten Weltkrieg teil. Zunächst wurde er an der Westfront eingesetzt, 1915 dann an die Ostfront verlegt.
Während der Novemberrevolution war Wiehe Mitglied des Arbeiter- und Soldatenrates in Bückeburg. Von dort aus wurde er 1918 in die Landesversammlung des Freistaates Schaumburg-Lippe gewählt, der er bis 1919 angehörte. Bei der Landtagswahl im Mai 1925 kandidierte er auf der Einheitsliste von DVP, DNVP und Landbund. Er errang ein Mandat im Schaumburg-Lippischen Landtag, musste dieses aber bereits ein Jahr später niederlegen, da er vom 22. Juni 1926 bis zum 6. Oktober 1927 der Landesregierung angehörte.
Bei der Landtagswahl im April 1928 errang Wiehe als Kandidat der Liste von DNVP und Landbund erneut ein Mandat als Landtagsabgeordneter. Obwohl er den Anschluss Schaumburg-Lippes an den Freistaat Preußen befürwortete, legte er am 18. Februar 1930, kurz vor der dritten Landtagsabstimmung über den Anschlussvertrag, sein Abgeordnetenmandat nieder. Für ihn rückte der Anschlussgegner Conrad Heinrich Bothe nach. Der Vertrag verfehlte infolgedessen die notwendige parlamentarische Mehrheit.
Wiehe wurde in der Folgezeit in den Medien scharf kritisiert, insbesondere durch den Chefredakteur der Schaumburg-Lippischen Landeszeitung und NSDAP-Landtagsabgeordneten Adolf Manns. Sein Bürgermeisteramt in Bückeburg verlor er 1935, als ihn die nationalsozialistischen Machthaber vom Dienst beurlaubten und im April 1936 in den vorzeitigen Ruhestand versetzten.

## Ehrungen
- Nach Karl Wiehe wurde in Bückeburg die Straße Wieheweg benannt.